# Andréi Larkov
Andréi Vitálievich Larkov –en ruso, Андрей Витальевич Ларьков– (Zelenodolsk, URSS, 25 de noviembre de 1989) es un deportista ruso que compite en esquí de fondo.
Participó en los Juegos Olímpicos de Pyeongchang 2018, obteniendo dos medallas, plata en el relevo 4 × 10 km (junto con Alexandr Bolshunov, Alexei Chervotkin y Denis Spitsov) y bronce en los 50 km. Ganó dos medallas de plata en el Campeonato Mundial de Esquí Nórdico, en los años 2017 y 2019.

## Palmarés internacional
| Juegos Olímpicos   | Juegos Olímpicos            | Juegos Olímpicos  | Juegos Olímpicos |
| Año                | Lugar                       | Medalla           | Prueba           |
| ------------------ | --------------------------- | ----------------- | ---------------- |
| 2018               | Pyeongchang (Corea del Sur) | Medalla de plata  | Relevo 4 × 10 km |
| 2018               | Pyeongchang (Corea del Sur) | Medalla de bronce | 50 km            |
| Campeonato Mundial |                             |                   |                  |
| Año                | Lugar                       | Medalla           | Prueba           |
| 2017               | Lahti (Finlandia)           | Medalla de plata  | Relevo 4 × 10 km |
| 2019               | Seefeld (Austria)           | Medalla de plata  | Relevo 4 × 10 km |